# Roland Piétri
Roland Piétri, né à Paris le 26 mai 1910 et mort le 27 octobre 1986 à Passy, est un acteur et metteur en scène de théâtre.

## Biographie
Roland Piétri a été le codirecteur de la Comédie des Champs-Élysées de 1944 à 1948 avec Claude Sainval et a dirigé pendant une saison, 1946-1947, le Centre dramatique de l'Est basé à Colmar. Il y a fondé une troupe avec les comédiens Françoise Christophe, André Reybaz, Catherine Toth. Ensuite il revient à la Comédie des Champs-Élysées et devient le metteur en scène des pièces de Jean Anouilh.

## Théâtre

### Comédien
- 1937 : Jules César de William Shakespeare, mise en scène Charles Dullin, Théâtre de l'Atelier
- 1942 : Faux Jour de Herman Closson, mise en scène Paulette Pax, Théâtre de l'Œuvre
- 1947 : Le Misanthrope de Molière, mise en scène Roland Piétri, Centre dramatique de l'Est Colmar
- 1951 : Siegfried de Jean Giraudoux, mise en scène Claude Sainval, Comédie des Champs-Élysées
- 1953 : L'Alouette de Jean Anouilh, mise en scène Roland Piétri et Jean Anouilh, Théâtre Montparnasse
- 1956 : Pauvre Bitos ou le Dîner de têtes de Jean Anouilh, mise en scène Roland Piétri et Jean Anouilh, Théâtre Montparnasse
- 1957 : Pauvre Bitos ou le Dîner de têtes de Jean Anouilh, mise en scène Roland Piétri et Jean Anouilh, Comédie des Champs-Élysées
- 1958 : Ardèle ou la Marguerite de Jean Anouilh, mise en scène Roland Piétri et Jean Anouilh, Comédie des Champs-Élysées
- 1959 : L'Hurluberlu de Jean Anouilh, mise en scène Roland Piétri, Comédie des Champs-Élysées
- 1960 : Le Tartuffe de Molière, mise en scène Roland Piétri et Jean Anouilh, Comédie des Champs-Élysées
- 1960 : Le Songe du critique de Jean Anouilh, mise en scène de l'auteur, Comédie des Champs-Élysées
- 1966 : Becket ou l'Honneur de Dieu de Jean Anouilh, mise en scène Roland Piétri et Jean Anouilh, Théâtre Montparnasse
- 1967 : Pauvre Bitos ou le Dîner de têtes de Jean Anouilh, mise en scène Roland Piétri et Jean Anouilh, Théâtre de Paris
- 1969 : Cher Antoine ou l'Amour raté de Jean Anouilh, mise en scène Roland Piétri et Jean Anouilh, Comédie des Champs-Élysées
- 1969 : Un ami imprévu de Robert Thomas d’après Agatha Christie, mise en scène Roland Piétri, Comédie des Champs-Élysées
- 1973 : La Valse des toréadors de Jean Anouilh, mise en scène Roland Piétri et Jean Anouilh, Comédie des Champs-Élysées
- 1974 : Colombe de Jean Anouilh, mise en scène Roland Piétri et Jean Anouilh, Comédie des Champs-Élysées

### Metteur en scène
- Le Chandelier et Un caprice d'Alfred de Musset, Comédie des Champs-Élysées
- 1942 : Snouck de Philippe Frey, mise en scène avec Claude Sainval, Comédie des Champs-Élysées
- 1944 : La Nuit de la Saint-Jean de J. M. Barrie, Comédie des Champs-Élysées
- 1945 : La Sauvage de Jean Anouilh, mise en scène avec Claude Sainval, Comédie des Champs-Élysées
- 1945 : Candida de George Bernard Shaw, Comédie des Champs-Élysées
- 1946 : Dix Petits Nègres d'Agatha Christie, Comédie des Champs-Élysées
- 1947 : Le Survivant de Jean-François Noël, Centre dramatique de l'Est Colmar
- 1947 : Les Folies amoureuses de Jean-François Regnard, Centre dramatique de l'Est Colmar
- 1947 : Le Misanthrope de Molière, Centre dramatique de l'Est Colmar
- 1948 : Ardèle ou la Marguerite de Jean Anouilh, Comédie des Champs-Élysées
- 1950 : Va faire un tour au bois de Roger Dornès, Théâtre Gramont
- 1950 : La mariée est trop belle de Michel Duran, Théâtre Saint-Georges
- 1951 : Les Innocents de  William Archibald, Théâtre Édouard VII
- 1952 : La Grande Roue de Guillaume Hanoteau, Théâtre Saint-Georges
- 1952 : La Valse des toréadors de Jean Anouilh, Comédie des Champs-Élysées
- 1952 : La Grande Oreille de Guillaume Hanoteau, Théâtre Saint-Georges
- 1953 : L'Alouette de Jean Anouilh, mise en scène avec l'auteur, Théâtre Montparnasse
- 1954 : Cécile ou l'École des pères de Jean Anouilh, Comédie des Champs-Élysées
- 1955 : Ornifle ou le Courant d'air de Jean Anouilh, mise en scène avec l'auteur, Comédie des Champs-Élysées
- 1956 : Pauvre Bitos ou le Dîner de têtes de Jean Anouilh, mise en scène avec l'auteur, Théâtre Montparnasse
- 1957 : Pauvre Bitos ou le Dîner de têtes de Jean Anouilh, mise en scène avec l'auteur, Comédie des Champs-Élysées
- 1958 : Candida de George Bernard Shaw, Théâtre Daunou
- 1958 : Ardèle ou la Marguerite de Jean Anouilh, mise en scène avec l'auteur, Comédie des Champs-Élysées
- 1959 : L'Hurluberlu de Jean Anouilh, Comédie des Champs-Élysées
- 1959 : Becket ou l'Honneur de Dieu de Jean Anouilh, mise en scène avec l'auteur, Théâtre Montparnasse
- 1960 : Le Tartuffe de Molière, Comédie des Champs-Élysées
- 1961 : La Grotte de Jean Anouilh, mise en scène avec l'auteur, Théâtre Montparnasse
- 1962 : L'Orchestre de Jean Anouilh, mise en scène avec l'auteur, Comédie des Champs-Élysées
- 1962 : La Foire d'empoigne de Jean Anouilh, mise en scène avec l'auteur, Comédie des Champs-Élysées
- 1962 : Victor ou les Enfants au pouvoir de Roger Vitrac, mise en scène avec Jean Anouilh, Théâtre de l'Ambigu
- 1963 : Victor ou les Enfants au pouvoir de Roger Vitrac, mise en scène avec Jean Anouilh, Théâtre de l'Athénée
- 1963 : L'Acheteuse de Steve Passeur, mise en scène avec Jean Anouilh, Comédie des Champs-Élysées
- 1964 : Richard III de Shakespeare, mise en scène avec Jean Anouilh, Théâtre Montparnasse
- 1965 : L'Acheteuse de Steve Passeur, mise en scène avec Jean Anouilh, Comédie des Champs-Élysées
- 1966 : La Petite Catherine de Heilbronn de Heinrich von Kleist, mise en scène avec Jean Anouilh, Théâtre Montparnasse
- 1966 : Becket ou l'Honneur de Dieu de Jean Anouilh, mise en scène avec l'auteur, Théâtre Montparnasse
- 1967 : Pauvre Bitos ou le Dîner de têtes de Jean Anouilh, mise en scène avec l'auteur, Théâtre de Paris
- 1968 : L'Alouette de Jean Anouilh, mise en scène avec l'auteur, Théâtre de Paris
- 1968 : Le Boulanger, la Boulangère et le Petit Mitron de Jean Anouilh, mise en scène avec l'auteur, Comédie des Champs-Élysées
- 1969 : Un ami imprévu de Robert Thomas d'après Agatha Christie, Comédie des Champs-Élysées
- 1969 : L'Ascenseur électrique de Julien Vartet, Théâtre de la Renaissance
- 1969 : Cher Antoine ou l'Amour raté de Jean Anouilh, mise en scène avec l'auteur, Comédie des Champs-Élysées
- 1970 : Ne réveillez pas Madame de Jean Anouilh, mise en scène avec l'auteur, Comédie des Champs-Élysées
- 1970 : Les Poissons rouges de Jean Anouilh, mise en scène avec l'auteur, Théâtre de l'Œuvre
- 1971 : Becket ou l'Honneur de Dieu de Jean Anouilh, Comédie-Française
- 1972 : Tu étais si gentil quand tu étais petit de Jean Anouilh, mise en scène avec l'auteur, Théâtre Antoine
- 1972 : Le Directeur de l'Opéra de Jean Anouilh, mise en scène avec l'auteur, Comédie des Champs-Élysées
- 1973 : La Valse des toréadors de Jean Anouilh, mise en scène avec l'auteur, Comédie des Champs-Élysées
- 1974 : Colombe de Jean Anouilh, mise en scène avec l'auteur, Comédie des Champs-Élysées
- 1975 : L'Arrestation de Jean Anouilh, mise en scène avec l'auteur, Théâtre de l'Athénée
- 1976 : Chers zoiseaux de Jean Anouilh, mise en scène avec l'auteur, Comédie des Champs-Élysées
- 1976 : Le Scénario de Jean Anouilh, mise en scène avec l'auteur, Théâtre de l'Œuvre
- 1978 : La Culotte de Jean Anouilh, mise en scène avec l'auteur, Théâtre de l'Atelier
- 1979 : Ardèle ou la Marguerite de Jean Anouilh, mise en scène avec Pierre Mondy, Théâtre Hébertot
- 1981 : Le Nombril de Jean Anouilh, mise en scène avec l'auteur, Théâtre de l'Atelier

## Filmographie

### Cinéma
- 1938 : Entrée des artistes de Marc Allégret
- 1956 : Les Aventures de Till l'espiègle de Gérard Philipe

### Télévision
- 1969 : Au théâtre ce soir : Un ami imprévu de Robert Thomas d’après Agatha Christie, mise en scène Roland Piétri, réalisation Pierre Sabbagh,  Théâtre Marigny